# 월드컵로 (대구)
월드컵로(World cup-ro)는 대구광역시 수성구 고산동 에서 월드컵삼거리 를 잇는 대구광역시의 도로이다.

## 주요 경유지
대구광역시
- 수성구 (고산동)

## 노선
| 이름              | 접속 노선                              | 소재지 | 소재지 | 비고 |
| ----------------- | -------------------------------------- | ------ | ------ | ---- |
| (삼거리)          | 미술관로                               | 수성구 | 고산동 |      |
| 경기장네거리      | 대구광역시도 제28호선 (유니버시아드로) | 수성구 | 고산동 |      |
| 수성나들목 교차로 | 제55호선 중앙고속도로                  | 수성구 | 고산동 |      |
| 월드컵삼거리      | 국도 제25호선 (달구벌대로)             | 수성구 | 고산동 |      |

## 주요 건물 및 시설
- 수성영업소 (월드컵로 90/대흥동 204-5)